# 61-es busz (Kaposvár)
A kaposvári 61-es busz (2021 márciusa előtt: 6-os busz) a helyi autóbusz-állomás és az Ivánfahegy lábához közeli Béla király utcai forduló között közlekedik. Ez Kaposvár egyik legrövidebb buszjárata. A buszvonalat a Kaposvári Közlekedési Zrt. üzemelteti.

## Útvonal
A táblázatban az autóbusz-állomásról induló irány látható.
| Útvonal               |
| --------------------- |
| Budai Nagy Antal utca |
| Baross Gábor utca     |
| Béla király utca      |

## Megállóhelyek
A táblázatban a megállók az állomásról induló irány szerint vannak felsorolva.
| Megálló                   | Össz. km (oda) | Össz. idő (oda) | Össz. km (vissza) | Össz. idő (vissza) | Átszállási lehetőség                                                         | A közelben található |
| ------------------------- | -------------- | --------------- | ----------------- | ------------------ | ---------------------------------------------------------------------------- | --- |
| Helyi autóbusz-állomás    | 0              | 0               | 1,9               | 8                  | 1, 3, 4, 5, 7, 8, 8B, 8E, 8Y, 9, 10, 11, 11Y, 12, 13, 14, 15, 18, 31, 81, 91 | Polgármesteri Hivatal, Járási Hivatal, Szivárvány Kultúrpalota, Corso Bevásárlóközpont, Retro Club, Somogy Áruház, Rippl-Rónai Múzeum, Somogy Vármegyei Levéltár, Somogy Vármegyei Önkormányzat, Távolsági autóbusz-állomás, Rendelőintézet, Szarvas Üzletház, Vasútállomás |
| Vasútállomás              | 0,7            | 2               | –                 | –                  | 7, 8, 8B, 8E, 8Y, 9, 10, 18, 81, 91                                          | Vasútállomás, Posta, Csiky Gergely Színház, TIT, Magyar Államkincstár, SZÜV-székház, Somogyterv Irodaház, KSH, Nagypiac |
| Baross Gábor utca         | 1,3            | 4               | 1,3               | 4                  |                                                                              | Nagypiac, Apponyi Magánklinika, Kinizsi Pál Élelmiszeripari Szakképző Iskola és Gimnázium, Ügyészségek, Nyugat-magyarországi Hadkiegészítő Parancsnokság |
| Csalogány utca            | 1,9            | 6               | 0,6               | 2                  |                                                                              | Gugyuló Jézus-szobor, Rómahegy |
| Vikár Béla utca           | 2,3            | 7               | 0,3               | 1                  |                                                                              | Rómahegy |
| Béla király utca, forduló | 2,6            | 8               | 0                 | 0                  |                                                                              | Ivánfahegy, Kaposvári Református Egyházközség Csertán Márton Idősek Otthona |

## Menetrend
- Aktuális menetrend Archiválva 2013. november 14-i dátummal a Wayback Machine-ben
- Útvonaltervező[halott link]